# Campeonato Mundial de Esquí Alpino de 1962
El XVII Campeonato Mundial de Esquí Alpino se celebró en la localidad alpina de Chamonix (Francia) en 1962 bajo la organización de la Federación Internacional de Esquí (FIS) y la Federación Francesa de Esquí.

## Resultados

### Masculino
| Evento          | Oro                         | Plata                       | Bronce                             |
| --------------- | --------------------------- | --------------------------- | ---------------------------------- |
| Descenso        | Karl Schranz · Austria ·    | Emile Viollat Francia       | Egon Zimmermann · Austria ·        |
| Eslalon         | Charles Bozon Francia       | Guy Périllat Francia        | Gerhard Nenning · Austria ·        |
| Eslalon gigante | Egon Zimmermann · Austria · | Karl Schranz · Austria ·    | Martin Burger · Austria ·          |
| Combinado       | Karl Schranz · Austria ·    | Gerhard Nenning · Austria · | Ludwig Leitner Alemania Occidental |

### Femenino
| Evento          | Oro                        | Plata                      | Bronce                         |
| --------------- | -------------------------- | -------------------------- | ------------------------------ |
| Descenso        | Christl Haas · Austria ·   | Pia Riva · Italia ·        | Barbara Ferries Estados Unidos |
| Eslalon         | Marianne Jahn · Austria ·  | Marielle Goitschel Francia | Erika Netzer · Austria ·       |
| Eslalon gigante | Marianne Jahn · Austria ·  | Erika Netzer · Austria ·   | Joan Hannah Estados Unidos     |
| Combinado       | Marielle Goitschel Francia | Marianne Jahn · Austria ·  | Erika Netzer · Austria ·       |

## Medallero
| Núm. | País                | Oro | Plata | Bronce | Total |
| ---- | ------------------- | --- | ----- | ------ | ----- |
| 1    | Austria             | 6   | 4     | 5      | 15    |
| 2    | Francia             | 2   | 3     | 0      | 5     |
| 3    | Italia              | 0   | 1     | 0      | 1     |
| 4    | Estados Unidos      | 0   | 0     | 2      | 2     |
| 5    | Alemania Occidental | 0   | 0     | 1      | 1     |
|      | TOTAL               | 8   | 8     | 8      | 24    |